# Coupe d'Océanie de rugby à XV 2017
Navigation
Coupe d'Océanie
 2015 Coupe d'Océanie 2019
Le Coupe d'Océanie de rugby à XV 2017 est un tournoi organisé par Oceania Rugby qui oppose les nations d'Océanie. La compétition se déroule le 4 août 2017 à Rarotonga.
Elle se dispute en un seul match entre les équipes des Îles Cook et de Tahiti.

## Format de la compétition
La Papouasie-Nouvelle-Guinée devait initialement participer au tournoi, cependant, à cause de problèmes avec leurs sponsors, l'équipe n'a finalement pas pu participer au tournoi pour la première fois depuis sa création en  2007. Ainsi, il ne restait alors plus que deux nations. La compétition se jouera alors en un seul match comptant pour les qualifications de la zone Océanie pour la Coupe du monde 2019.

## Déroulé
Le tournoi est remporté par Tahiti qui remporte le seul match face aux Îles Cook sur le score de 9 à 13, grâce à deux essais de Vincent Perez (30e) et Guillaume Brouqui (44e).
Cependant, après une enquête de World Rugby, il s'avère que Tahiti a enfreint la règle 8 relative aux critères de qualification pour jouer en équipe nationale, en alignant des joueurs non qualifiables. En effet, deux joueurs de l'équipe tahitienne étaient inéligibles pour ce match. Il s'agit du demi de mêlée Guillaume Brouqui et du demi d'ouverture Andoni Jimenez, tous deux sont nés en France et ne résidaient pas depuis 36 mois consécutifs avant leurs débuts en équipe nationale.
La victoire a donc été attribuée aux Îles Cook qui remplacent alors Tahiti pour la suite du tournoi de qualification pour la Coupe du monde 2019.
La fédération tahitienne s'est vu infliger une amende de 50 000 livres (près de 60 000 euros) avec sursis.

## Résultats
| 4 août 2017 | Îles Cook                                 | 9 - 13 (9 - 13) | Tahiti                                                                                    | Tereora Stadium, Rarotonga |
| 4 août 2017 | Pénalité(s) : Jamian Iroa (11e, 39e, 41e) | Rapport         | Essai(s) : Vincent Perez (30e), Guillaume Brouqui (44e) Pénalité(s) : Andoni Jimenez (2e) | Tereora Stadium, Rarotonga |
| 4 août 2017 |                                           | Rapport         |                                                                                           | Tereora Stadium, Rarotonga |

| Îles Cook Titulaires 15 Stephen Willis 14 Sika 13 Longo Leuta 12 Jamian Iroa 11 Piri 10 Greg Mullany 09 Teara Henderson 08 Francis Smith 07 Ponini 06 Tangata 05 Oneal Rongo 04 James Kora 03 Smith 02 Matthew Mullany 01 Matapo Remplaçants 16 Mato 17 Hosking 18 Kora 19 Mana Havi 20 Arona 21 Arona 22 Tangirere 23 Tofilau |  | Tahiti Titulaires Cédric Martin 15 James Tekurio 14 Mathieu Taulelle 13 Tamahao Opeta 12 Vincent Perez 11 Andoni Jimenez 10 Guillaume Brouqui 09 Manuarii Richmond 08 Tunui Anania 07 Haley Teuira 06 Lehi Tematafaarere05 Torea Morou 04 Patrick Tevero 03 David Lahille 02 Martin Taeae 01 Remplaçants Loïc Tautu 16 Angus Charles 17 Brandon Tihata 18 Andrew Vanaa 19 Taitearii Mahuru 20 Ganaham Huuti 21 Jean Tautu 22 Teariki Wong Sung 23 |